# 1028
Cette page concerne l'année 1028  du calendrier julien.
L'année 1028 est une année bissextile qui commence un lundi.

## Événements

### Asie
- Au Japon, la révolte de Taira no Tadatsune, chef du clan des Taira est réprimée par Minamoto no Yorinobu[1].
- Les Tangoutes (tibétains) détruisent le royaume ouïgour du Gansu et fondent le royaume des Xixia (1030-1227) dans l’Ordos, l’Alashan et le Gansu[2]. L'État tangout a un caractère féodal. Les habitants sont des agriculteurs. Ils disposent d'une culture développée et utilisent une écriture basée sur les idéogrammes chinois.
- Début du règne de Lý Thái Tông, roi du Đại Việt (Viêt Nam) (fin en 1054)[3].
- Les saljûqides Tchagri-Beg (tr) (mort en 1058) et Toghrul-Beg s’emparent de Merv et de Nichapur (1028-1029)[4].

### Europe
- Mieszko II de Pologne lance une attaque contre la Marche de l’Est saxonne au début de l'année[5].
- La dendrochronologie a déterminé que les arbres utilisés par la plus ancienne charpente romane française recensée, en l'Église Saint-Georges-sur-Loire de Rochecorbon, ont été abattus en 1028[6].
- 14 avril : Henri III est couronné roi de Germanie à Aix-la-Chapelle[7].
- Printemps : Knut le Grand, roi d'Angleterre et du Danemark débarque en Norvège. Olav II Haraldsson qui tente d’imposer le christianisme en Norvège, est battu par les nobles norvégiens païens soutenus par Knut. Il se réfugie à Novgorod. Knut confie alors la Norvège conquise au jarl Håkon Eiriksson et rentre en Angleterre après avoir remis le gouvernement du Danemark à son fils Hardeknut[8].

- 14 juillet : consécration par l’évêque d'Angers Hubert de Vendôme de l’abbaye Notre-Dame-de-la-Charité d’Angers, couvent féminin fondé par la comtesse Hildegarde, épouse de Foulques d’Anjou[9].

- 7 août : début du règne de Bermude III de León à la mort de son père Alphonse V[10].
- 8 novembre : le grand propriétaire Romain Argyre épouse Zoé, fille de Constantin VIII et de Hélène Alypios et accède à l’empire à la mort de Constantin VIII trois jours plus tard[11].
- 11 novembre : début du règne de Zoé (978-1050) et de Théodora (v.995-1056), impératrices byzantine[11].
- 12 novembre : début du règne de Romain III Argyre, empereur byzantin (fin en 1034)[12]. Théodora est évincée par sa sœur Zoé, qui l'oblige à prendre le voile et à s'enfermer au monastère de Pétrion[11].

- Le concile de Charroux est convoqué à l'initiative de Guillaume V d'Aquitaine selon Adémar de Chabannes pour étudier le moyen de combattre le manichéisme[13].